# El barquillero
El barquillero es una zarzuela en un acto (género chico) y 3 cuadros, en prosa y verso, con música de Ruperto Chapí y libreto de José López Silva y José Jackson Veyán. Se estrenó el 21 de julio de 1900 en el Teatro El Dorado de Madrid. 

## Personajes
| Personaje                                           | Tesitura | Reparto del estreno, 21 de julio de 1900 |
| --------------------------------------------------- | -------- | ---------------------------------------- |
| Socorro, muchacha sencilla enamorada de Pepillo     | soprano  | Srta. Miralles                           |
| Pepillo, barquillero enamorado de Socorro           | tenor    | Amparo Taberner (soprano)                |
| Cabo Melgares, protector de los amores de Pepillo   | barítono | Emilio Mesejo                            |
| Lunaritos, pretendiente de Socorro                  | actor    | Eliseo Sanjuán                           |
| Prudencia, dueña de una prendería, madre de Socorro | actriz   | Leocadia Alba                            |
| Eugenio, trapero, tío de Pepillo                    | actor    | José Mesejo                              |
| Cayetano, viejo                                     |          | Sr. González                             |